# Варджаниси
Варджаниси (груз. ვარჯანისი) — село в Грузии, на территории Кедского муниципалитета Аджарии.

## География
Село находится в юго-западной части Грузии, на правом берегу реки Аджарисцкали, на расстоянии приблизительно 7 километров (по прямой) к северо-востоку от посёлка городского типа Кеда, административного центра муниципалитета. Абсолютная высота — 451 метр над уровнем моря.

## Население
По результатам официальной переписи населения 2014 года в Варджаниси проживало 185 человек (84 мужчины и 101 женщина).
| Год  | Население, человек |
| ---- | ------------------ |
| 2002 | 250                |
| 2014 | ↘ 185              |